# Marcos Leonardo
Marcos Leonardo Santos Almeida, dit Marcos Leonardo, né le 2 mai 2003 à Itapetinga au Brésil, est un footballeur brésilien qui évolue au poste d'avant-centre à Al-Hilal FC.

## Biographie

### En club

#### Formation et débuts professionnels au Santos FC (2014-2023)
Né à Itapetinga au Brésil, Marcos Leonardo rejoint le centre de formation du Santos FC en 2014et signe le 23 octobre 2019son premier contrat professionnel.
En juillet 2020, il est pour la première fois promu en équipe première. Un mois plus tard, le 21 août 2020, Marcos Leonardo joue son premier match de championnat lors d'une victoire de Santos contre Sport Recife (0-1). Le 16 septembre 2020, il prend part à son premier match de Copa Libertadores contre le Club Olimpia (0-0). Le 20 octobre 2020, il se fait remarquer en marquant son premier but en Copa Libertadores, face au club argentin du Defensa y Justicia. Entré en jeu à la 82e minute, il donne la victoire aux siens dans le temps additionnel de la deuxième période (2-1). Cette réalisation fait de lui le sixième plus jeune joueur à inscrire un but dans la compétition et le quatrième plus jeune brésilien à le faire.
Le 29 juillet 2021, Marcos Leonardo réalise son premier doublé, lors d'une rencontre de coupe du Brésil face à la Sociedade Desportiva Juazeirense (en). Il contribue ainsi à la victoire de son équipe par quatre buts à zéro,.
Le 19 janvier 2022, il prolonge son contrat jusqu'en décembre 2026 avec Santos et reprend le numéro 9 jusqu'ici attribué à Léo Baptistão. Il déclare à cette occasion vouloir marquer l'histoire du club.

#### Benfica Lisbonne (depuis 2024)
Le 5 janvier 2024, le transfert de Leonardo au club portugais du Benfica Lisbonne est officialisé, le jeune attaquant paraphe un contrat courant juin 2029 pour un montant estimé à 18 millions d'euros, assorti d'une clause libératoire est fixée à 150 millions d'euros. Dans son interview de présentation, il déclare notamment: « Je suis très heureux que Benfica m'ait choisi. De nombreux Brésiliens ont déjà réussi ici, comme Jonas. J'espère répéter ses exploits, marquer de nombreux buts et aider l'équipe à remporter de nombreux titres ».
Le 14 janvier suivant, il dispute son premier match sous ses nouvelles couleurs lors de la large victoire contre Rio Ave (4-1) en remplaçant Fredrik Aursnes à l'heure de jeu où il inscrit son premier but une vingtaine de minute après son entrée en jeu.
Le 27 avril 2024, Marcos Leonardo se fait remarquer lors d'une rencontre de championnat face au SC Braga en marquant deux buts, pour son premier doublé avec le club, et permet à Benfica de l'emporter par trois buts à un,. 

### En sélection

#### Avec les jeunes (depuis 2019-)
En 2019, Marcos Leonardo participe à six matchs avec l'équipe du Brésil des moins de 16 ans et marque deux buts, contre la France et l'Espagne.
En février 2021, il est appelé pour la première fois avec l'équipe du Brésil des moins de 18 ans.
Marcos Leonardo représente l'équipe du Brésil des moins de 20 ans. Il marque notamment un doublé contre le Chili le 20 novembre 2022 mais ne peut empêcher la défaite des siens ce jour-là.

## Statistiques détaillées
| Saison                | Club                  | Championnat           | Championnat | Championnat | Championnat | Coupe nationale | Coupe nationale | Coupe nationale | Coupe de la Ligue | Coupe de la Ligue | Coupe de la Ligue | Supercoupe | Supercoupe | Supercoupe | Compétition(s) continentale(s) | Compétition(s) continentale(s) | Compétition(s) continentale(s) | Compétition(s) continentale(s) | Ligue régionale | Ligue régionale | Ligue régionale | Coupe du monde des clubs | Coupe du monde des clubs | Coupe du monde des clubs | Total | Total | Total |
| Saison                | Club                  | Division              | M.          | B.          | P.d.        | M.              | B.              | P.d.            | M.                | B.                | P.d.              | M.         | B.         | P.d.       | Comp.                          | M.                             | B.                             | P.d.                           | M.              | B.              | P.d.            | M.                       | B.                       | P.d.                     | M.    | B.    | P.d.  |
| 2020                  | Santos FC             | Série A               | 18          | 4           | 0           | 1               | 0               | 0               | -                 | -                 | -                 | -          | -          | -          | CL                             | 3                              | 1                              | 0                              | -               | -               | -               | -                        | -                        | -                        | 22    | 5     | 0     |
| 2021                  | Santos FC             | Série A               | 16          | 5           | 0           | 4               | 1               | 0               | -                 | -                 | -                 | -          | -          | -          | CL+CS                          | 9+2                            | 1                              | 0                              | 7               | 0               | 0               | -                        | -                        | -                        | 38    | 7     | 0     |
| 2022                  | Santos FC             | Série A               | 35          | 13          | 3           | 4               | 2               | 0               | -                 | -                 | -                 | -          | -          | -          | CS                             | 4                              | 2                              | 0                              | 12              | 4               | 2               | -                        | -                        | -                        | 55    | 21    | 5     |
| 2023                  | Santos FC             | Série A               | 31          | 13          | 2           | 3               | 3               | 0               | -                 | -                 | -                 | -          | -          | -          | CS                             | 3                              | 1                              | 0                              | 11              | 4               | 2               | -                        | -                        | -                        | 48    | 21    | 4     |
| Sous-total            | Sous-total            | Sous-total            | 100         | 35          | 5           | 12              | 6               | 0               | 0                 | 0                 | 0                 | 0          | 0          | 0          | -                              | 21                             | 5                              | 4                              | 30              | 8               | 4               | -                        | -                        | -                        | 163   | 54    | 13    |
| 2023-2024             | SL Benfica            | Liga Portugal         | 14          | 7           | 0           | 2               | 0               | 0               | 1                 | 0                 | 0                 | -          | -          | -          | C3                             | 4                              | 0                              | 0                              | -               | -               | -               | -                        | -                        | -                        | 21    | 7     | 0     |
| 2024-2025             | SL Benfica            | Liga Portugal         | 3           | 1           | 0           | 0               | 0               | 0               | 0                 | 0                 | 0                 | -          | -          | -          | C1                             | 0                              | 0                              | 0                              | -               | -               | -               | -                        | -                        | -                        | 3     | 1     | 0     |
| Sous-total            | Sous-total            | Sous-total            | 17          | 8           | 0           | 2               | 0               | 0               | 1                 | 0                 | 0                 | 0          | 0          | 0          | -                              | 4                              | 0                              | 0                              | -               | -               | -               | -                        | -                        | -                        | 24    | 8     | 0     |
| 2024-2025             | Al-Hilal FC           | Saudi Pro League      | 24          | 17          | 2           | 3               | 3               | 0               | 0                 | 0                 | 0                 | -          | -          | -          | C1                             | 11                             | 5                              | 1                              | -               | -               | -               | 5                        | 4                        | 0                        | 43    | 29    | 3     |
| Sous-total            | Sous-total            | Sous-total            | 24          | 17          | 2           | 3               | 3               | 0               | 1                 | 0                 | 0                 | 0          | 0          | 0          | -                              | 11                             | 5                              | 1                              | -               | -               | -               | 5                        | 4                        | 0                        | 44    | 29    | 3     |
| Total sur la carrière | Total sur la carrière | Total sur la carrière | 141         | 60          | 7           | 17              | 9               | 0               | 1                 | 0                 | 0                 | 0          | 0          | 0          | -                              | 36                             | 10                             | 5                              | 30              | 8               | 4               | 5                        | 4                        | 0                        | 230   | 91    | 16    |